# Angatuba
Angatuba est une ville brésilienne de l'État de São Paulo. Sa population était de 22 211 habitants en 2010.

## Démographie
| Évolution de la population (municipalité) | Évolution de la population (municipalité) | Évolution de la population (municipalité) | Évolution de la population (municipalité) |
| Année                                     | Population                                |                                           | %±                                        |
| ----------------------------------------- | ----------------------------------------- | ----------------------------------------- | ----------------------------------------- |
| 1920                                      | 14 077                                    |                                           |                                           |
| 1940                                      | 13 162                                    |                                           | −6,5%                                     |
| 1950                                      | 11 034                                    |                                           | −16,2%                                    |
| 1960                                      | 15 055                                    |                                           | 36,4%                                     |
| 1970                                      | 15 170                                    |                                           | 0,8%                                      |
| 1980                                      | 17 052                                    |                                           | 12,4%                                     |
| 1991                                      | 21 127                                    |                                           | 23,9%                                     |
| 2000                                      | 19 297                                    |                                           | −8,7%                                     |
| 2010                                      | 22 210                                    |                                           | 15,1%                                     |
| 2022                                      | 24 022                                    |                                           | 8,2%                                      |
| ,                                         |                                           |                                           |                                           |